# Francesco Spinelli
Francesco Spinelli (Milano, 14 aprile 1853 – Rivolta d'Adda, 6 febbraio 1913) è stato un presbitero italiano, fondatore delle congregazioni delle Suore sacramentine di Bergamo e delle Suore adoratrici del Santissimo Sacramento di Rivolta d'Adda, proclamato santo da papa Francesco il 14 ottobre 2018.

## Biografia
Nacque il 14 aprile 1853 a Milano, dove i genitori Bartolomeo e Emilia Cagliaroli, originari di Verdello, nella Bassa Bergamasca, si trovavano a servizio dei marchesi Stanga. 
Tornato a Bergamo, concluse prima gli studi liceali e poi quelli teologici presso il seminario diocesano cittadino. Conobbe e collaborò con don Luigi Maria Palazzolo a cominciare dal 1873.
Il 17 ottobre 1875 fu ordinato presbitero dal vescovo Pietro Luigi Speranza; nello stesso anno si recò a Roma per il giubileo e un momento significativo fu la visita della basilica di Santa Maria Maggiore.
Nel 1882 diede inizio assieme a suor Geltrude Comensoli alle Suore sacramentine; il 4 aprile 1889 a causa di un dissesto economico dovette lasciare la diocesi di Bergamo e, accolto dal vescovo di Cremona, monsignor Geremia Bonomelli, si trasferì a Rivolta d'Adda. Nel 1892 l'istituto si scisse, dando vita alle Suore adoratrici del Santissimo Sacramento.
Il giorno di Natale del 1912 celebrò la Messa per l'ultima volta e morì il 6 febbraio 1913 a Rivolta d'Adda. Il suo corpo nel 1924 fu tumulato nella chiesa della casa madre dell'istituto delle Suore adoratrici del Santissimo Sacramento, a Rivolta d'Adda.

## Culto
Il vescovo di Cremona, monsignor Giovanni Cazzani, iniziò il processo informativo di beatificazione nel 1928, mentre la causa si aprì nel 1952.
Sabato 30 agosto 1958, il cardinale Angelo Roncalli, patriarca di Venezia, pochi mesi prima di essere eletto papa con il nome di Giovanni XXIII, fece visita alla tomba del futuro beato scrivendo nel proprio diario: 
Domenica 21 giugno 1992, presso il santuario di Caravaggio, il venerabile Spinelli fu proclamato beato da papa Giovanni Paolo II. Il miracolo per la beatificazione riguardava Agostina Figaroli, di Costa Volpino, entrata in coma per essere caduta in un paiolo d'acqua bollente, riportando ustioni di primo, secondo e terzo grado. Due religiose posarono sul suo corpo alcune immaginette di don Spinelli, e il mattino dopo, 21 giugno 1947, la donna si riprese. 
Il 27 febbraio 2018 si tenne la sessione ordinaria dei cardinali e dei vescovi della Congregazione delle cause dei santi, i quali emisero unanime sentenza affermativa circa il miracolo per ottenere la canonizzazione, avvenuto per sua intercessione, riguardante un bambino, Ambrozo Maria Diaz, nato il 25 aprile 2007 a Kinshasa, in Congo, colpito da un grave shock emorragico post-traumatico che faceva temere il peggio. Una religiosa chiese l'intercessione del beato Spinelli: la successiva guarigione fu considerata inspiegabile scientificamente, per la gravità oggettiva della situazione del neonato, ma anche per l'impossibilità di prestargli cure adeguate nel centro non ospedaliero dove era ricoverato. Il 6 marzo 2018 papa Francesco autorizzò la promulgazione del decreto relativo al miracolo. Il 14 ottobre 2018 avvenne la canonizzazione in piazza San Pietro. La Chiesa cattolica lo ricorda il 6 febbraio.

## Scritti
- ... Così il padre fondatore alle sue figlie, Rivolta d'Adda 1981.
- Servo di Dio don Francesco Spinelli, fondatore Suore adoratrici SS. Sacramento : dai suoi scritti, Industria grafica editoriale Pizzorni, Cremona 1976 Cremona.
- Lettere alle suore, Suore Adoratrici del SS. Sacramento, Cremona 1989.
- Conversazioni Eucaristiche, a cura di E. Bolis e P. Rizzi, Nuova Editrice Cremonese, Cremona 2017.